# Catacocha
Catacocha är en ort i Ecuador.   Den ligger i provinsen Loja, i den södra delen av landet, 400 km söder om huvudstaden Quito. Catacocha ligger 1 874 meter över havet och antalet invånare är 10 872.
Terrängen runt Catacocha är kuperad åt nordväst, men åt sydost är den bergig. Catacocha ligger uppe på en höjd. Runt Catacocha är det ganska glesbefolkat, med 27 invånare per kvadratkilometer. Det finns inga andra samhällen i närheten. I omgivningarna runt Catacocha växer huvudsakligen savannskog.